# Мошна (приток Керженца)
Мошна — река в Нижегородской области России.

## География
Протекает в юго-западном направлении по территории Краснобаковского района и Городского округа Семёновский. Берёт начало примерно в 5 км к юго-западу от районного центра — рабочего посёлка Красные Баки, у деревни Мошна впадает в реку Керженец в 192 км от её устья по левому берегу.
Длина реки — 45 км, площадь водосборного бассейна — 325 км². Притоки: Малая Мошна, Туньба, Хмелевка, Чамруха, Мостовая. На правом берегу расположен посёлок городского типа Сухобезводное.

## Данные водного реестра
По данным государственного водного реестра России и геоинформационной системы водохозяйственного районирования территории РФ, подготовленной Федеральным агентством водных ресурсов:
- Бассейновый округ — Верхневолжский
- Речной бассейн — (Верхняя) Волга до Куйбышевского водохранилища (без бассейна Оки)
- Речной подбассейн — Волга от впадения Оки до Куйбышевского водохранилища (без бассейна Суры)
- Водохозяйственный участок — Волга от устья реки Оки до Чебоксарского гидроузла (Чебоксарское водохранилище) без рек Сура и Ветлуга